# Donnenheim
Donnenheim es una localidad y comuna francesa, situada en el distrito de Strasbourg-Campagne, departamento del Bajo Rin en la región de Alsacia. Tiene una población de 217 habitantes, con una densidad de 58 h/km².
- Datos: Q21255
- Multimedia: Donnenheim / Q21255

1. ↑  Worldpostalcodes.org, código postal n.º 67170.
2. ↑  INSEE, Datos de población para el año 2012 de Donnenheim (en francés).